# Soresina
Soresina (Suresìna in dialetto soresinese) è un comune italiano di 9 175 abitanti della provincia di Cremona in Lombardia.

## Geografia fisica
Soresina è situata nella pianura lombarda, a 27 km a nord-ovest del capoluogo Cremona. Gli insediamenti sul territorio comunale sono costituiti, oltre il capoluogo, dalle frazioni di Moscona e Olzano per un totale di 28,57 km² di superficie.
Confina a nord con Cumignano sul Naviglio e Genivolta, ad est con Casalmorano, a sud-est con Annicco, a sud con Cappella Cantone e ad ovest con Castelleone e Trigolo.

## Storia
Soresina sorse in epoca preistorica su una delle tante isolette del Lago Gerundo, un'estesa palude formatisi in seguito a numerose inondazioni. La dominazione romana determinò la costruzione di nuove strade e la bonifica di parte del territorio; durante questo periodo non esisteva, probabilmente, un solo abitato, ma varie case isolate che sfruttavano la fertilità dei terreni. Solo successivamente, durante l'occupazione longobarda, venne creato un centro unico, con la funzione di organizzare la produzione agricola di tutto il territorio limitrofo.
L'origine del nome della città risale al periodo medioevale, anche se non è conosciuto con esattezza il significato del toponimo: a questo proposito si intrecciano testimonianze storiche e leggendarie, che attribuiscono la fondazione del luogo al vescovo San Siro, alla via selciata che univa Crema a Cremona (Silicina), alla posizione sopraelevata del paese, o alla esclamazione dell'unica donna scampata ad una terribile pestilenza: quest'ultima versione, tradizionale e popolare, trova espressione grafica nello stemma comunale, in cui è ritratta una figura femminile e un'iscrizione che recita: "Sol Regina".
Da quest'ultima versione deriva anche lo stemma della Città che vede raffigurata nel coronato scudo centrale una donna che con una mano regge un drappo in cui appare la scritta "Sol Regina" e con l'altra un castello di cui non si è mai trovato traccia ma che si può interpretare come simbolo di luogo o Città. Soresina viene citata per la prima volta in un documento dell'anno Mille, in cui è menzionato l'acquisto di alcuni possedimenti a "Surrecina" da parte di Usberto, vescovo di Cremona.
Tra il 1133 e il 1136 l'Imperatore Lotario II, per porre fine alle discordie tra Crema e Cremona per il possesso del borgo, distrusse interamente Soresina: successivamente ricostruita la cittadina fu nuovamente rasa al suolo nel 1217 e fu oggetto di aspri conflitti nel corso del Duecento e del Trecento, in occasione della lotta tra guelfi e ghibellini, tra le fazioni comandate da Buoso da Dovara, da Ponzino Ponzone e da Cabrino Fondulo. Quest'ultimo nel 1403 divenne signore di Cremona e di Soresina, sino a quando fu sconfitto e cacciato dai Visconti. Da quel momento, il paese si trovò nell'orbita dell'influenza milanese, prima con i Visconti e poi con gli Sforza.
Nel Cinquecento venne concessa in feudo ad alcune famiglie nobili del luogo, tra cui gli Stanga, Agostino Centurione, gli Affaitati e i Barbò, signori di Soresina fino al 1714. Sotto il marchesato dei Barbò Soresina ebbe grande sviluppo nell'agricoltura, nell'industria e nei commerci. Il suo mercato del lunedì, concessole nel 1492 da Ludovico Maria Sforza, s'ingrandì sempre più, attirando uomini d'affari da ogni parte. Solo il periodo della dominazione spagnola rappresenta per Soresina, come del resto per la Lombardia, una vera calamità: fu bersagliata da molte guerre che ne devastarono il territorio e la notizia della pace tra la Spagna e la Francia avvenuta nel 1659 venne accolta con grande gioia. Al governo spagnolo successe quello francese al quale nel 1707 subentrò quello austriaco, che governò quasi ininterrottamente fino al 1796.
Quando l'esercito francese, con a capo Napoleone Bonaparte, occupò l'Italia settentrionale, i soresinesi li accolsero come liberatori e Soresina, che fece parte prima della Repubblica Cisalpina e poi del Regno d'Italia, diede un notevole contributo alla causa del Risorgimento, e non pochi di loro parteciparono alle guerre d'Indipendenza e alla Spedizione dei Mille. Dopo la proclamazione del Regno d'Italia e la raggiunta unità nazionale, per Soresina iniziò una nuova era di lavoro e prosperità. Nel 1863 fu costruita la linea ferroviaria Treviglio - Cremona grazie all'apporto determinante del Soresinese Dottor Francesco Genala (parlamentare del Regno d'Italia che ne istituì politicamente la viabilità), integrata nel 1914 dalla linea locale per Soncino, successivamente prolungata verso Cremona (1926) e Rovato (1932).
Nei due conflitti mondiali (1915-1918 e 1940-1945) Soresina diede prova della sua generosità con le opere di assistenza e beneficenza ai militari dislocati sui vari fronti. Il secondo dopoguerra fu particolarmente duro per la città, colpita nelle sue principali attività industriali e commerciali e impossibilitata a dare lavoro alla sua esuberante massa di lavoratori.
Nel 1962, a ricostruzione terminata, Soresina fu insignita del titolo di città dal Presidente della Repubblica Antonio Segni "per l'operosità della sua gente, le virtù di tanti suoi figli, il fervore delle sue iniziative civiche, benefiche ed economiche".

### Simboli
Lo stemma è stato riconosciuto con DPCM dell'8 novembre 1951.
Il gonfalone è un drappo partito di azzurro e di rosso concesso con DPR del 16 agosto 1952.

## Monumenti e luoghi d'interesse

### Architetture religiose
- La chiesa prepositurale di San Siro è la più importante di Soresina. Realizzata tra il 1584 e il 1588, si presenta come un edificio in stile manierista, con imponente facciata tripartita (restaurata nel 1941) e interno a tre navate riccamente decorato. Sul sagrato incombe il campanile, completamente staccato dalla chiesa, alto 51 metri (56 se si considera l'imponente statua del Cristo Redentore in rame dorato collocata sulla sommità) e realizzato su progetto di Luigi Voghera tra il 1836 e il 1839 in sostituzione della vecchia torre romanica divenuta pericolante[7]. La grande meridiana sul campanile è opera di Leone Lodi. Contiene un concerto di 12 campane in si♭2, il quale è uno dei più grandi della Lombardia, fuso dalla fonderia Crespi di Crema nel 1841, anche se del concerto originario rimangono solo 5 campane; le altre sono state rifuse da vari fonditori tra il 1850 e il 2002.
- La chiesa di Santa Maria del Boschetto (o Tempietto per i soresinesi) è un edificio risalente al primo decennio del XVII secolo; fu costruito dalla confraternita della Santissima Trinità ed è stato restaurato[7].
- La chiesa di San Francesco al Dosso, fu costruita nella prima metà del 600 dai frati francescani del Terzo Ordine Regolare, che risiedevano nel convento attiguo, e ampliata successivamente con l'apertura di alcune cappelle laterali. L'interno, a tre navate separate da colonne in marmo di Botticino, conserva alcune pregevoli opere pittoriche, un crocifisso e un'ancona in legno dell'intagliatore soresinese Giacomo Bertesi. La chiesa è sussidiaria della parrocchia[8].
- La chiesa della Madonna della Mercede (altrimenti detta "della Madonnina" o "del Cingaro"[7][9]) è un piccolo tempio cinquecentesco con semplice facciata e interno a navata unica, ornato da alcune sculture in legno attribuite a Giacomo Bertesi e a Giuseppe Chiari[8].
- La chiesa di San Rocco, al termine di via Genala, fu costruita nel XVI secolo ove sorgeva un modesto oratorio dedicato a San Sebastiano, risalente al secolo precedente. Subì un ampliamento nel 1577 quando fu aggiunta una navata sul suo fianco sinistro, conferendo al tempio una curiosa pianta a due navate. Nell'interno della chiesa si conservano delle tele di Francesco Boccaccino e di Luigi Miradori. Una robusta torre campanaria, di linee seicentesche, è addossata all'abside[7].
- La chiesa della Santa Croce, già cappella dell'antico ospedale omonimo fondato nel 1582, è affiancata da un curioso campanile costruito nel XVII secolo.[7]

### Architetture civili
- Il Salone del Podestà, accessibile dal cortile delle scuole elementari, è l'ultimo residuo esistente dell'antico palazzo sede degli organi amministrativi della città, risalente al XIII secolo. Fu trasformato e ristrutturato più volte. Il salone è luogo di incontri e assemblee.[8]
- Il Teatro Sociale è stato realizzato nel 1840 su progetto dell'architetto Carlo Visioli. Per un certo periodo funse unicamente da sala cinematografica, fino a quando venne acquisito dal Comune, negli anni settanta, restaurato e aperto al pubblico.
- L'Osservatorio Astronomico Pubblico di Soresina, inaugurato il 2 giugno 1974, è stato il primo osservatorio astronomico pubblico aperto in Italia. È gestito dal Gruppo Astrofili Soresinesi ed è aperto al pubblico per l'osservazione del cielo, con ingresso libero e gratuito, ogni sabato sera dalle ore 21. Con delibera della Giunta Comunale del 21.03.2011, l'Osservatorio è stato intitolato alla memoria di Pietro Borelli che tenacemente ne volle la realizzazione.

## Società

### Evoluzione demografica
Abitanti censiti

### Etnie e minoranze straniere
Al 1º gennaio 2022 i cittadini stranieri sono 1 840, i quali rappresentano il 20,7% della popolazione residente. Le comunità nazionali numericamente significative sono:
- Egitto: 491
- Romania: 380
- Marocco: 328
- India: 235
- Albania: 70
- Cina: 59
- Tunisia: 41
- Nigeria: 36
- Senegal: 33

### Lingue e dialetti
Oltre alla lingua italiana, a Soresina è utilizzato il locale dialetto soresinese, una variante della lingua lombarda.
Come tutti i dialetti lombardi, anche il soresinese è sostanzialmente una lingua romanza derivata dal latino. L'uso del soresinese è ancora molto corrente nella popolazione e la regressione è presente in maniera molto meno marcata di altri dialetti lombardi.

## Cultura

### Istruzione

#### Biblioteche
È presente una biblioteca comunale intitolata al Professor R. Cabrini.

#### Scuole
In paese, sono presenti due scuole dell'infanzia, due scuole primarie e una scuola secondaria di primo grado.

### Tradizioni e folclore
- I Canti della Merla: il 30 e 31 gennaio e 1º febbraio, per i quartieri cittadini vengono intonati canti in dialetto che si rifanno alle usanze della tradizione contadina. Un misto di comicità e riti propiziatori con falò conclusivo (brüsaa la écia) come augurio per una rapida conclusione dell'inverno.
- Il Mercato dell'Angelo: il giorno successivo alla Pasqua, il tradizionale mercato del lunedì viene prolungato per tutta la giornata festiva. L'evento è arricchito da manifestazioni culturali offerte dalle realtà locali.
- La Sagra di Ariadello: ogni seconda domenica di maggio.
- Il Palio dei Rioni (San Francesco, San Rocco, Santa Croce e Madonnina) che dal 2015, si svolge nel mese di giugno di solito al 3º venerdì del mese. Dal 2017 viene effettuato con cadenza biennale (anni dispari).

## Geografia antropica

### Frazioni

#### Ariadello

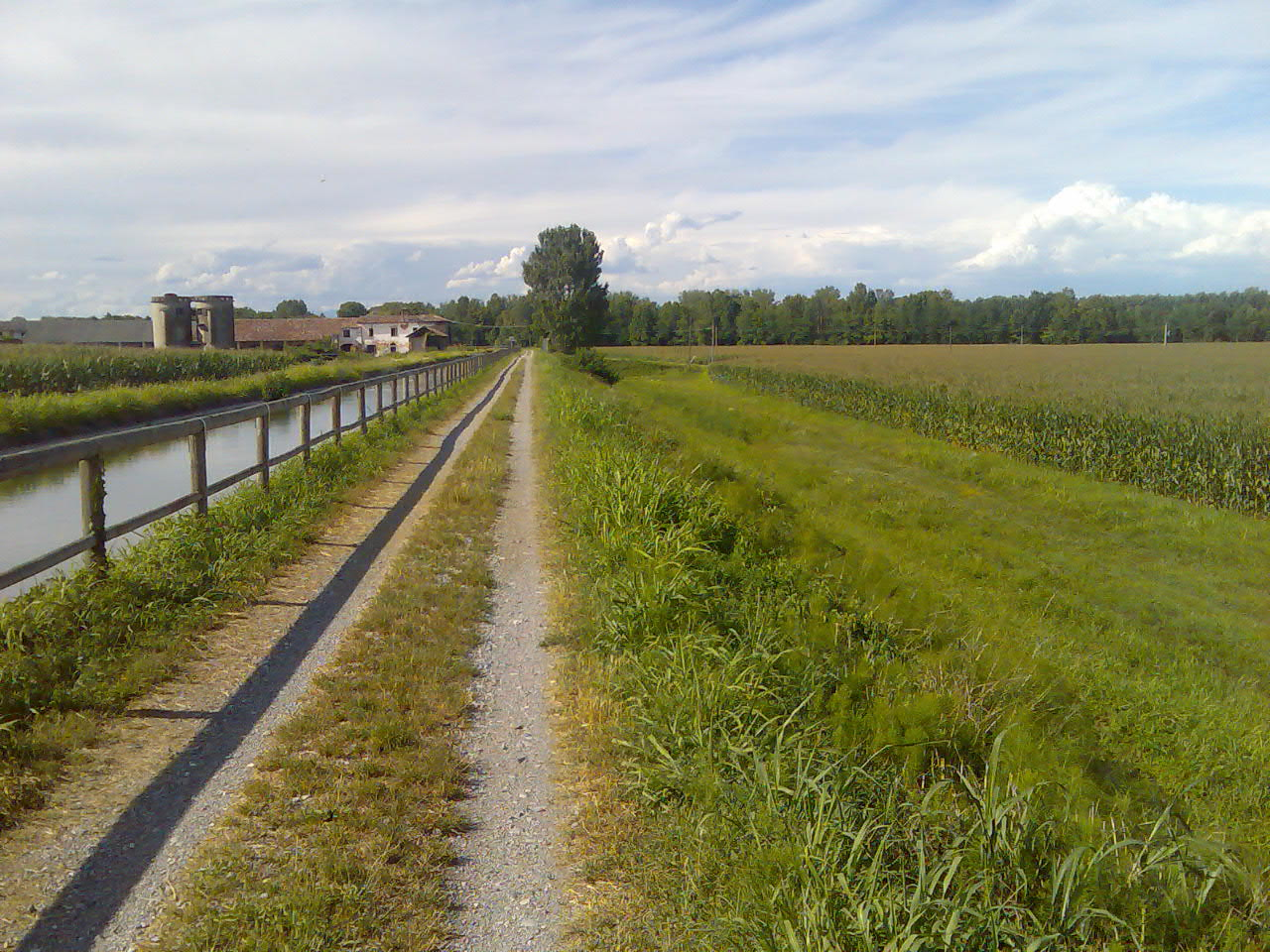
La campagna a nord di Soresina tra le località Ariadello e Tombe Morte.

Nei dintorni, la località di Ariadello si trova a circa due chilometri a nord di Soresina. Vi sorge il santuario della Beata Vergine di Ariadello, la cui costruzione fu iniziata nel 1663, a testimonianza della miracolosa restituzione dell'udito e della parola alla figlia sordomuta del marchese Barbò, mentre stava offrendo un mazzolino di fiori alla immagine della Madonna dipinta sul muro diroccato di un'antica costruzione.
Ogni anno, alla seconda domenica di maggio, vi si svolge la tradizionale sagra, da sempre occasione per il ritrovo di molti soresinesi che, fra ordinati pic-nic e bancarelle, trascorrono in allegria la giornata di festa. Tale avvenimento prosegue anche il giorno successivo col tradizionale "ferén".

#### Dossi Pisani
Questa piccola frazione, posta nella zona ovest della città in direzione Trigolo, è composta da alcune cascine dove al centro si trova una piccola chiesetta intitolata al patrono San Carlo (ricorrenza 5 novembre).

#### Moscona
Questa frazione è situata nella zona a nord ovest, fino a poco tempo fa era suddivisa in due zone: una appartenente al comune di Soresina e l'altra appartenente al comune di Trigolo.

#### Olzano
Olzano fu un comune separato fino al capodanno del 1868.

## Economia
La città è conosciuta grazie ai prodotti della locale Latteria Soresina, prima fra le Grandi Cooperative Agricole d'Italia.

## Infrastrutture e trasporti
La stazione di Soresina, collocata lungo la ferrovia Treviglio-Cremona, fu inaugurata nel 1863 ed è servita da treni regionali svolti da Trenord nell'ambito del contratto di servizio stipulato con la Regione Lombardia.
Una seconda stazione era posta lungo la ferrovia Cremona-Iseo, in concessione alla Società Nazionale Ferrovie e Tramvie, attivata per tratte a partire dal 1911 e soppressa nel 1956.

## Amministrazione
| Periodo          | Periodo          | Primo cittadino         | Partito                        | Carica                    | Note          |
| ---------------- | ---------------- | ----------------------- | ------------------------------ | ------------------------- | ------------- |
| 6 giugno 1993    | 27 aprile 1997   | Giuseppe Rocchetta      | Lista civica di centrosinistra | Sindaco                   |               |
| 27 aprile 1997   | 13 maggio 2001   | Giuseppe Rocchetta      | Lista civica di centrosinistra | Sindaco                   |               |
| 13 maggio 2001   | 28 maggio 2006   | Elio Chiroli            | Lista civica di centrosinistra | Sindaco                   |               |
| 28 maggio 2006   | 15 maggio 2011   | Giorgio Armelloni       | Lista civica di centrodestra   | Sindaco                   |               |
| 15 maggio 2011   | 14 dicembre 2013 | Giuseppe Carlo Monfrini | Il Popolo della Libertà        | Sindaco                   | [ 17 ] [ 18 ] |
| 14 dicembre 2013 | 25 maggio 2014   | Beaumont Bortone        |                                | Commissario straordinario | [ 18 ]        |
| 26 maggio 2014   | 26 maggio 2019   | Diego Vairani           | Lista civica di centrosinistra | Sindaco                   |               |
| 27 maggio 2019   | 10 giugno 2024   | Diego Vairani           | Lista civica di centrosinistra | Sindaco                   |               |
| 10 giugno 2024   | in carica        | Alessandro Tirloni      | Lista civica di centrodestra   | Sindaco                   |               |

## Sport

### Calcio
La principale squadra di calcio della città è l'U.S. Soresinese Calcio A.S.D. che nella stagione 2023-2024 milita nel campionato di Eccellenza.

### Basket
L'U.S.D. Gilbertina milita in Divisione Regionale 3, la quarta serie del Campionato Italiano di Pallacanestro.